# Martin Neuffer (Jurist)

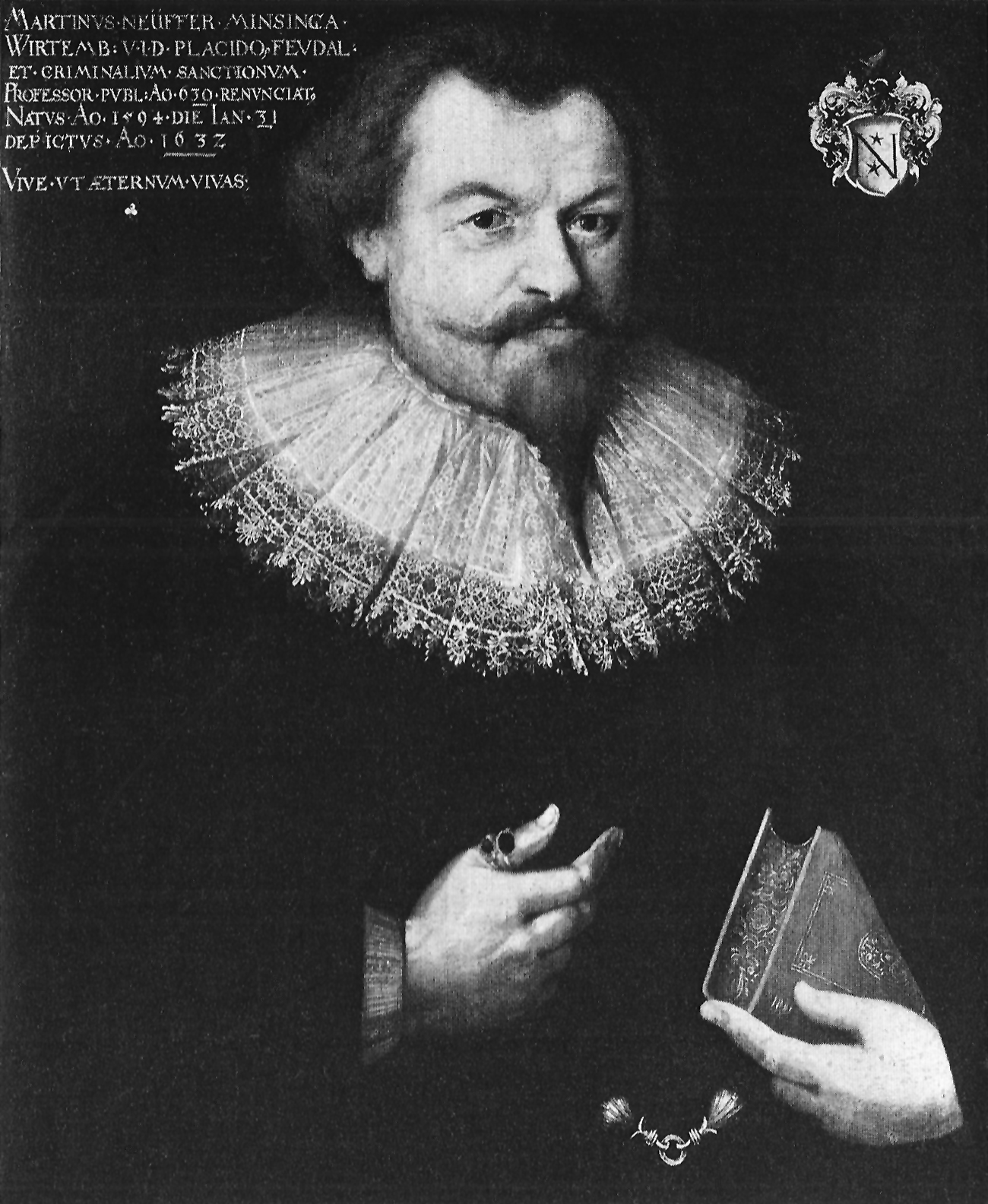
Bildnis des Martin Neuffer, porträtiert von Conrad Melperger 1632, Bestand der Tübinger Professorengalerie

Martin Neuffer – auch: Martinus Neufferus – (* 31. Januar 1594 in Münsingen; † 26. Juli 1638 in Tübingen) war ein deutscher Jurist (Doktor beider Rechte an der Universität Tübingen).
Neuffer, Sohn des Münsinger Bürgermeisters Johannes Neuffer, war in Tübingen Student und Doktorand bei Christoph Besold und hielt nach dem Tod von Johann George Besold dessen Leichenrede (gedruckt 1626 in Tübingen). Im Wintersemester 1636/37 war er Rektor der Universität Tübingen. Er starb an der Pest.